# Бру (река)
Бру (енгл. River Brue) је река у Уједињеном Краљевству, у Енглеској. Дуга је 50 km. Улива се у Бристолски залив. 